# John Carney

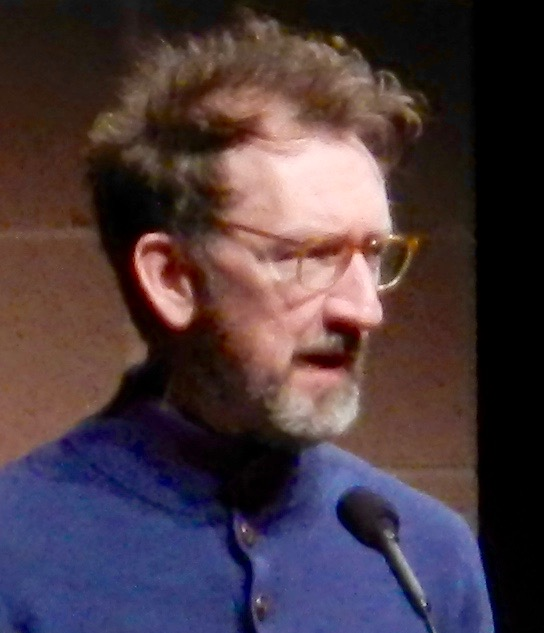
Em 2016, no Festival de Sundance

John Carney (Dublin, 1972) é um diretor de televisão e cinema irlandês, que se especializou em filmes independentes de baixo orçamento. Ele é mais conhecido pelo seu premiado filme, Once. Ele também é co-criador da série irlandesa Bachelors Walk.

## Vida e carreira
Carney nasceu em Dublin. Ele era o baixista de uma banda de rock irlandesa, The Frames entre 1991 e 1993 e também dirigiu alguns de seus vídeos musicais.
Além de filmar vídeos de música, Carney também escreveu e dirigiu dois curtas-metragens premiados (Shining Star e Hotel) antes de fazer seu primeiro longa. Com Tom Hall, cineasta e seu amigo, Carney escreveu e dirigiu November Afternoon, seu primeiro longa-metragem, em 1996. Apesar de uma edição limitada, foi aclamado como o "Filme do Ano" pelo Irish Times. O baixa drama de orçamento, filmado em preto e branco, conta a história de dois casais cujos relacionamentos começam a desmoronar-se ao longo de um fim de semana repleto de acontecimentos. Carney compôs uma trilha sonora jazz para o filme.
Depois de trabalhar no filme de uma hora para televisão, Just in Time, o próximo filme de Carney foi o drama Park, que estreou no Festival de Cinema de Dublin. Escrito e co-dirigido por Carney e Tom Hall, foi lançado em 1999, e a história é sobre uma garota que é abusada por um pedófilo. Ele não teve um grande lançamento.
Dois anos depois, em 2001, ele co-escreveu e dirigiu On the Edge. O filme foi estrelado por Cillian Murphy e Stephen Rea e lançado pela Universal Studios. Ele foi agraciado com o Silver Hitchcock Award em 2001 no Dinard Festival of British Cinema.
Carney voltou a escrever e dirigir para TV no mesmo ano. Ele co-escreveu e co-dirigiu (com seu irmão Kieran Carney e Tom Hall) o enorme sucesso da RTÉ TV, Bachelors Walk. A série de TV produzido de forma independente provou ser a mais bem sucedida na história da televisão irlandesa. A série teve três temporadas. Ele também dirige The Modest Adventures of David O Doherty para RTÉ, estrelando pelo comediante irlandês O'Doherty .
Em 2003, ele co-dirigiu e co-escreveu Zonad com Ciarán Carney e Tom Hall. Uma história sobre um fugitivo que engana toda uma aldeia irlandesa em pensar que ele é um visitante do exterior, foi estrelado por Simon Delaney e Cillian Murphy, Zonad foi extremamente de baixo orçamento e nunca foi lançado. 
Em 2006, Carney dirigiu o filme Once. Um drama musical, estrelado por Glen Hansard e a musicista checa, Markéta Irglová. Lançado pela primeira vez no Galway Film Fleadh, teve seu lançamento mundial  no Sundance Film Festival em janeiro de 2007 e ganhou o Prêmio do Público do Cinema Mundial na categoria drama. Um caso de baixo orçamento que custou apenas $ 160.000, e foi um enorme sucesso, arrecadando 7000 mil dólares em todo o mundo em seus primeiros 3 meses de lançamento. Steven Spielberg foi citado dizendo: "Once me deu inspiração suficiente para o resto do ano." Quando falou sobre isso durante uma entrevista com a Sky News, Carney respondeu: "No final do dia, ele é apenas um homem com uma barba." Carney estava usando uma barba no momento. Como escritor e diretor de Once, Carney ganhou o prêmio de Revelação Mais Promissora no Evening Standard British Film Awards de 2007.
Depois do sucesso de Once, Carney foi capaz de fazer uma versão melhor trabalhada de Zonad, que foi lançado em março de 2010. 

## Filmografia
| Ano  | Filme              | Trabalho               | Notas                                    |
| ---- | ------------------ | ---------------------- | ---------------------------------------- |
| 1996 | November Afternoon | Diretor, Co-roteirista | Lançamento limitado                      |
| 1999 | Park               | Diretor, Co-roteirista |                                          |
| 2001 | On the Edge        | Diretor, Co-roteirista |                                          |
| 2007 | Once               | Diretor, Co-roteirista | Venceu o Oscar de melhor canção original |
| 2009 | Zonad              | Diretor, Co-roteirista |                                          |
| 2013 | Begin Again        | Diretor, Co-roteirista |                                          |
| 2016 | Sing Street        | Diretor, Roteirista    |                                          |